# Saint-Sulpice-les-Champs
Saint-Sulpice-les-Champs (okcitansko Sent Soupise las Chams) je naselje in občina v francoskem departmaju Creuse regije Limousin. Leta 2007 je naselje imelo 383 prebivalcev.

## Geografija
Kraj leži v pokrajini Marche 14 km severozahodno od Aubussona.

## Uprava
Saint-Sulpice-les-Champs je sedež istoimenskega kantona, v katerega so poleg njegove, vključene še občine Ars, Banize, Chamberaud, Chavanat, Le Donzeil, Fransèches, Sous-Parsat, Saint-Avit-le-Pauvre, Saint-Martial-le-Mont in Saint-Michel-de-Veisse z 2.087 prebivalci.
Kanton Saint-Sulpice-les-Champs je sestavni del okrožja Aubusson.